# Apagão no Brasil e Paraguai em 1999

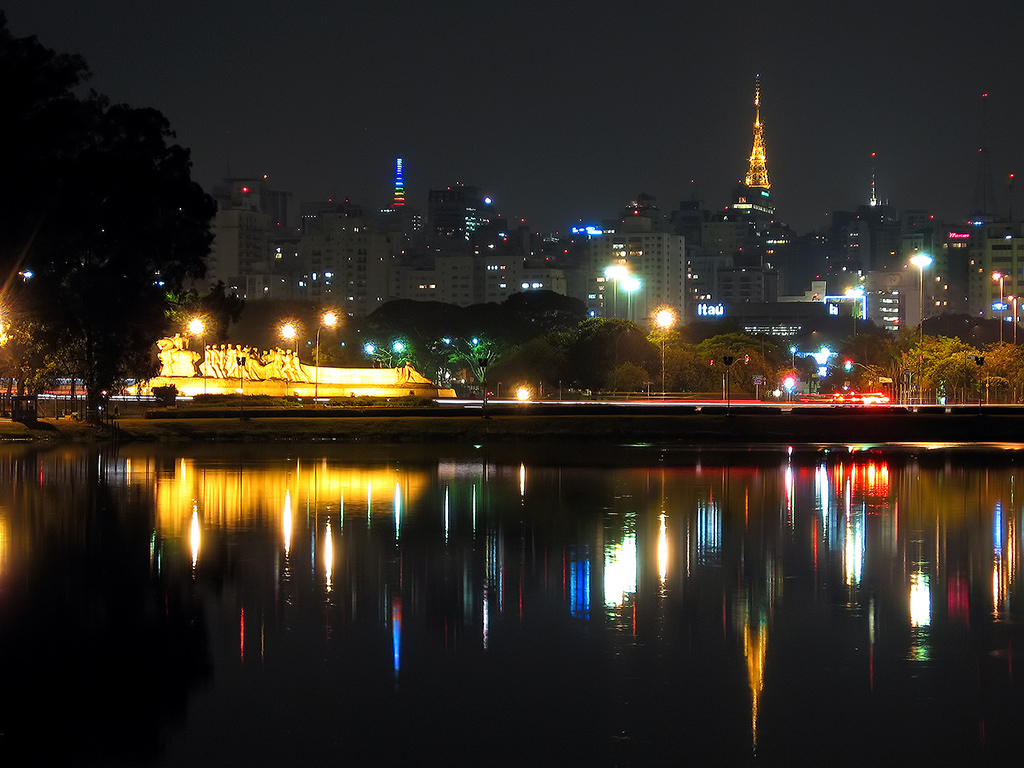
São Paulo, uma das cidades atingidas pelo apagão de 1999.

Um grande apagão atingiu onze unidades federativas do Brasil e o Paraguai na noite de quinta-feira, 11 de março de 1999, estendendo-se pela madrugada do dia seguinte. É considerado o maior apagão ocorrido no Brasil, superando o apagão de 1985.

## O blecaute
O início do apagão se deu às 22h16min em uma subestação de energia elétrica da CESP localizada no município de Bauru, SP. Atingiu 50 milhões de pessoas em dez estados brasileiros das regiões Sul, Sudeste e Centro-Oeste, além do Distrito Federal. A pane de energia elétrica acionou um sistema de segurança da Usina Hidrelétrica de Itaipu, que abastece o Paraguai e grande parte do Brasil. O sistema paralisou as 16 turbinas da usina, deixando o Paraguai sem luz.
Durou 40 minutos no Rio Grande do Sul e 10 minutos em Santa Catarina. No Rio de Janeiro, a luz voltou, mas caiu novamente. Terminou às 3h39min de sexta-feira, 12 de março de 1999, quando a energia foi restabelecida em São Paulo.
No Rio Grande do Sul, o apagão não atingiu a região central do estado, que possuía geração própria de energia elétrica. As regiões Norte e Nordeste do Brasil também não foram atingidas.

## As causas
A versão oficial do acontecimento, diz que o apagão foi causado pela queda de um raio na subestação de Bauru. Porém, foram realizados estudos meteorológicos que comprovaram que não houve tempestade de raios na região no dia 11 de março.
O Ministério de Minas e Energia admitiu que havia redução dos níveis de segurança e manutenção da subestação.
No entanto, especialistas afirmaram que boa parte da responsabilidade cabia à desorganização do setor energético e da falta de investimento em equipamentos e quadro técnico. O apagão atingiu 70% do território nacional e deixou cerca 76 milhões de brasileiros no escuro.

## Consequências

### Transtornos às cidades
Durante o apagão, houve caos no trânsito de grandes metrópoles do Brasil como São Paulo, Rio de Janeiro, Belo Horizonte e Porto Alegre. Muitas pessoas foram assaltadas nessas cidades. Alguns hospitais ficaram sem luz por alguns segundos, mas outros nem sentiram a falta da luz, pois contavam com geradores próprios que passaram a funcionar imediatamente após a queda de energia.
Em São Paulo, a polícia saiu às ruas para evitar arrastões. Os trens urbanos e metrôs ficaram parados por quase uma hora, deixando seus passageiros presos. Os aeroportos de Congonhas, na capital paulista e Cumbica, em Guarulhos, ficaram totalmente sem luz, túneis foram fechados, os 4 700 semáforos deixaram de funcionar e os hospitais funcionaram precariamente.
Em Porto Alegre, a linha de trens urbanos Trensurb ficou 16 minutos paralisada. Os maiores transtornos no trânsito da capital gaúcha, ocorreram nas avenidas Goethe e Ipiranga. Uma partida de futebol entre Grêmio e ABC, no Estádio Olímpico, válida pela Copa do Brasil, também foi paralisada com a falta de luz e terminou em empate (3x3).

### Televisão
Com o apagão, muitas emissoras de televisão brasileiras que não contavam com geradores de energia saíram do ar. Aquelas que possuíam o equipamento não puderam ser assistidas durante quatro horas nas cidades onde a energia não pôde ser restabelecida pelas companhias elétricas locais. Em função disso, a Rede Globo exibiu no dia seguinte dois capítulos seguidos da minissérie brasileira Chiquinha Gonzaga, que foi ao ar durante o blecaute.

## A crise do apagão
Dois anos após o apagão de 1999, houve o que foi conhecido como crise do apagão. Para evitar que se repetisse o que aconteceu em 1999, o então presidente Fernando Henrique Cardoso (PSDB) fez uma grande campanha de racionamento de energia elétrica. Era recomendado que se economizasse luz, principalmente no horário de pico.